# Lacat japonès

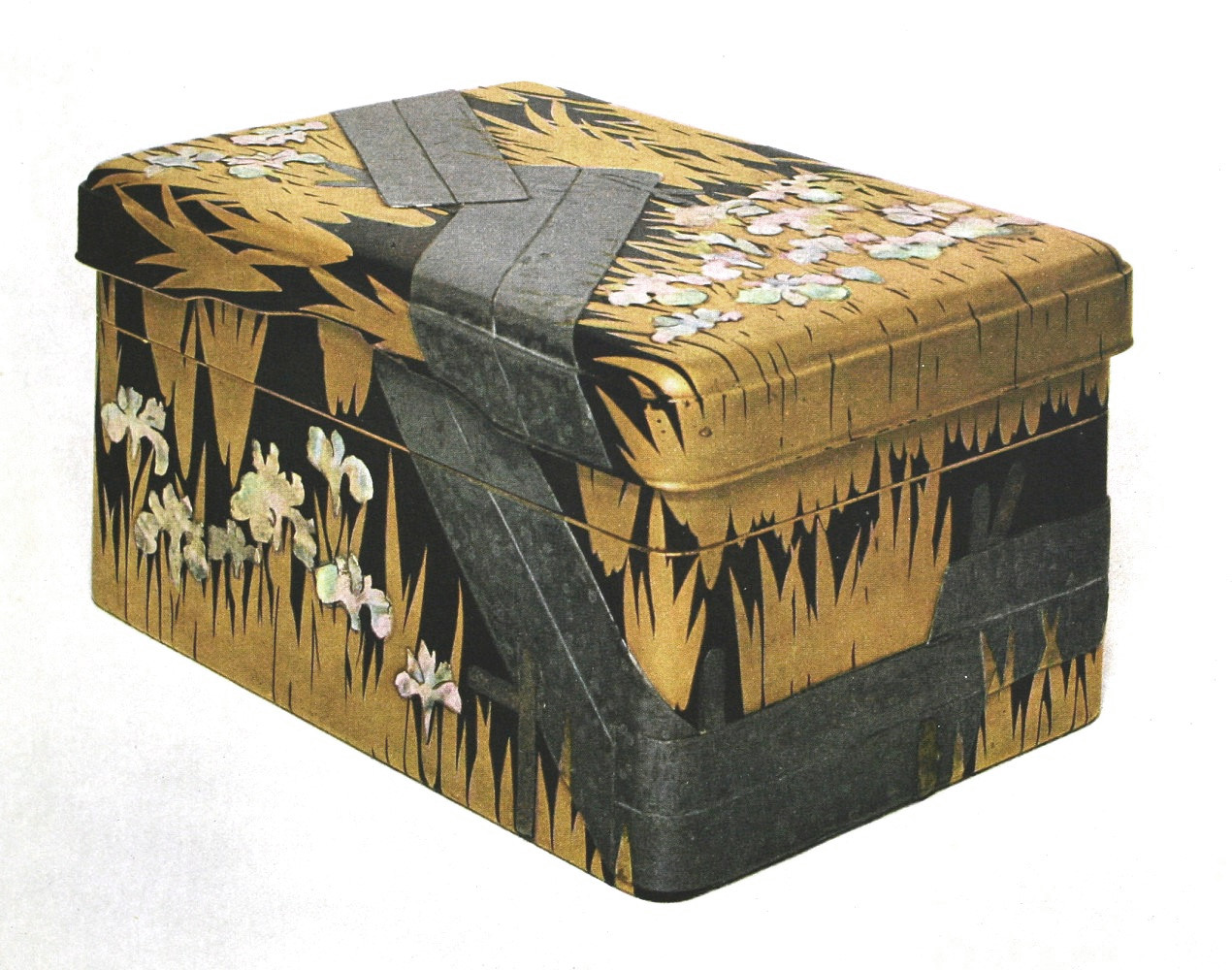
Capsa d'escriptura lacada, d'Ogata Kōrin (període Edo)

El lacat japonès (漆器 shikki) és una tècnica artesana japonesa utilitzada en una àmplia categoria d'arts decoratives que es remunta al període Jōmon. La laca s'ha utilitzat en pintura (urushi-e), impressió, i en una gran varietat d'objectes des d'estàtues de Buda fins a caixes per aliments (bentō). En japonès s'utilitzen diversos termes per referir-se al lacat: shikki (漆器) significa «articles de laca» en el sentit més literal, mentre que nurimono (塗 物) significa «elements recoberts», i urushi-nuri (漆 塗) vol dir «recobriment de laca».
La utilització de la saba de l'arbre de la laca al Japó pels lacats, que contemporàniament porta la descripció tècnica de «laca amb base d'urushiol» —substància verinosa al tacte fins que s'asseca—, ha restringit al llarg del temps aquesta tècnica a només artesans especialitzats.

## Història

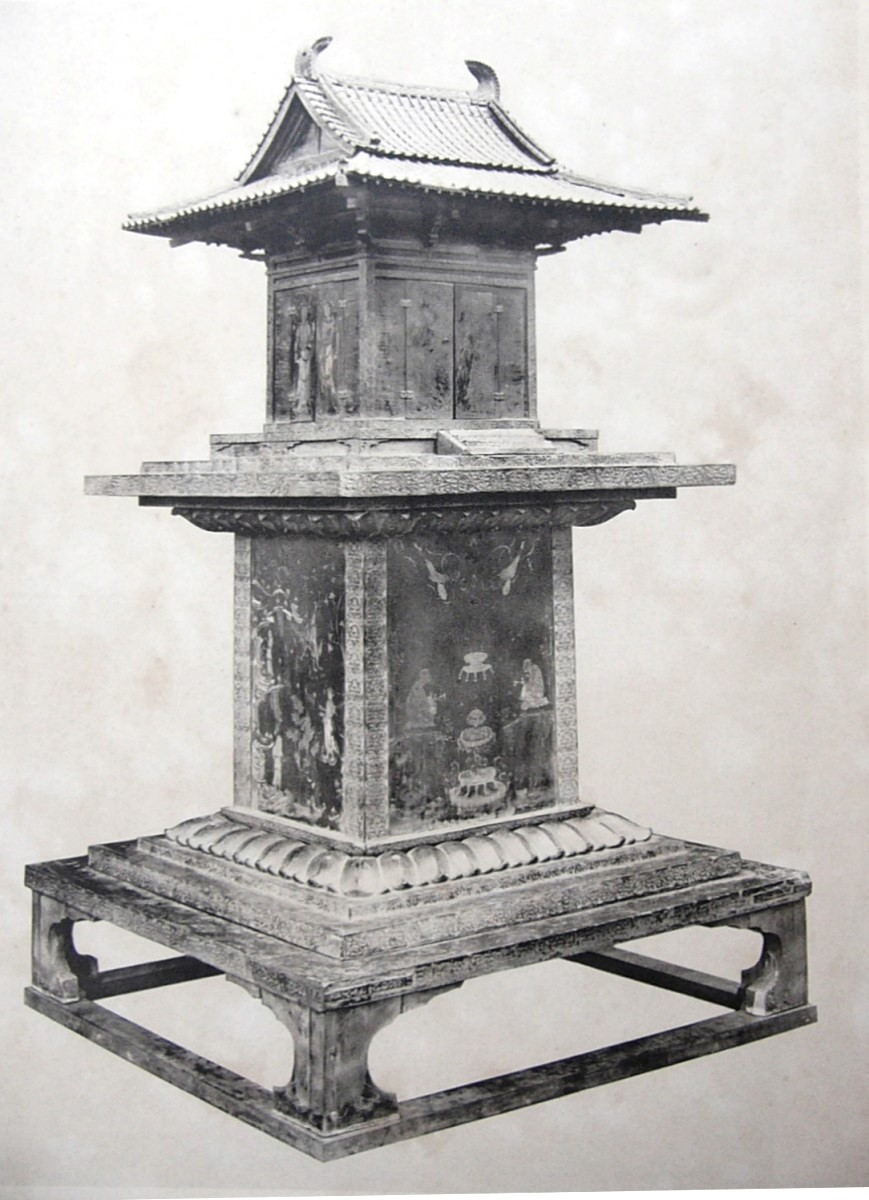
El santuari en miniatura Tamamushi no zushi del complex Hōryū-ji de Nara (període Asuka)

La laca era utilitzada al Japó ja l'any 5000 aC, durant el període Jōmon; les evidències de lacats més antics van ser descobertes en el jaciment arqueològic Kakinoshima "B", a Hokkaido. Aquests objectes van ser trobats en una fossa que data de la primera meitat del període inicial Jōmon (fa aproximadament 7.000 anys). La tècnica del lacat pot haver estat inventada pels Jomon. Van aprendre a refinar l'urushi (saba verinosa), procés que comporta bastants mesos. L'òxid de ferro(III) i el cinabri (sulfur de mercuri) s'utilitzaven per produir laca vermella. La laca s'utilitzava tant en ceràmica com en diferents tipus d'articles de fusta i, en alguns casos, també es lacava la roba funerària dels morts. Encara que se la coneix normalment com a urushi, des del període Meiji alguns experts han argumentat que les pintures empren la tècnica coneguda com a mitsuda-e, un tipus primerenc de pintura a l'oli, fent servir shiso (oli d'una varietat de Perilla frutescens) amb litargiri com a dessecant. Un dels objectes més destacats del lacat japonès és el Tamamushi no zushi, una miniatura d'un monestir de mitjans del segle vii, feta d'hinoki lacat i fusta de camforer, ambdues espècies autòctones.
Moltes artesanies tradicionals i arts industrials produïdes al llarg de la història japonesa inicialment van estar influïdes per la Xina, i després van desenvolupar característiques estilístiques i innovacions natives al llarg dels segles. El període Edo (1603-1868) va experimentar un augment del cultiu centrat en la producció de laques i el desenvolupament de les tècniques utilitzades. Al segle xviii es van començar a fer servir de manera més generalitzada les laques acolorides. Un dels mestres més destacats de la laca va ser Ogata Kōrin. L'exportació de laca cap a l'oest va portar a ser anomenada històricament japonesa, cas anàleg a la ceràmica xinesa. Els investigadors es troben dividits sobre si la laca Jōmon va derivar de tècniques xineses o bé va ser inventada independentment. Per exemple, Mark Hudson creu que la «tècnica de la laca Jōmon es va desenvolupar de forma independent al Japó en lloc de ser introduïda des de la Xina com es creia abans».

## Tècnica

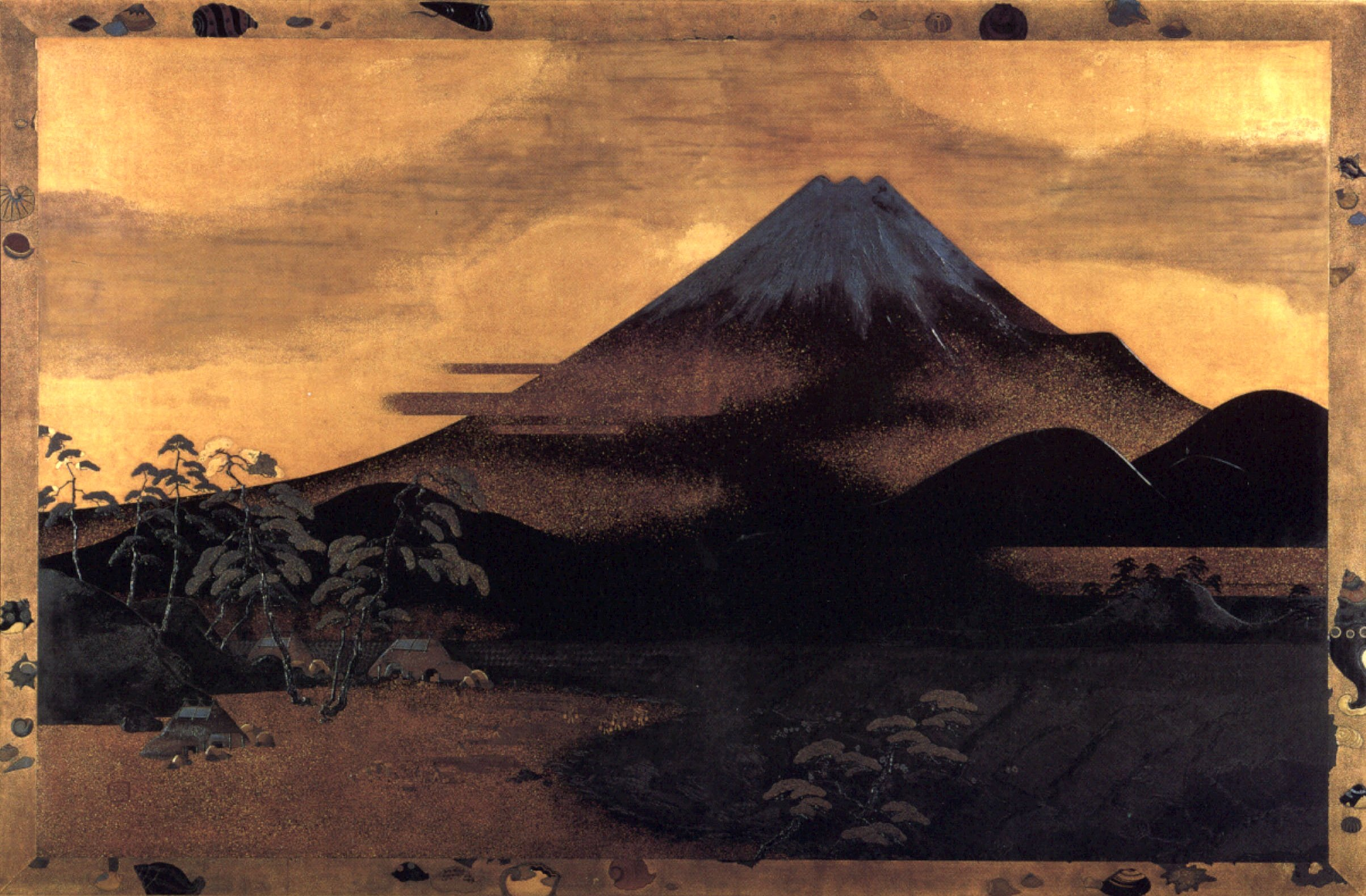
Fuji Tagonoura, maki-e de Shibata Zeshin (1872)

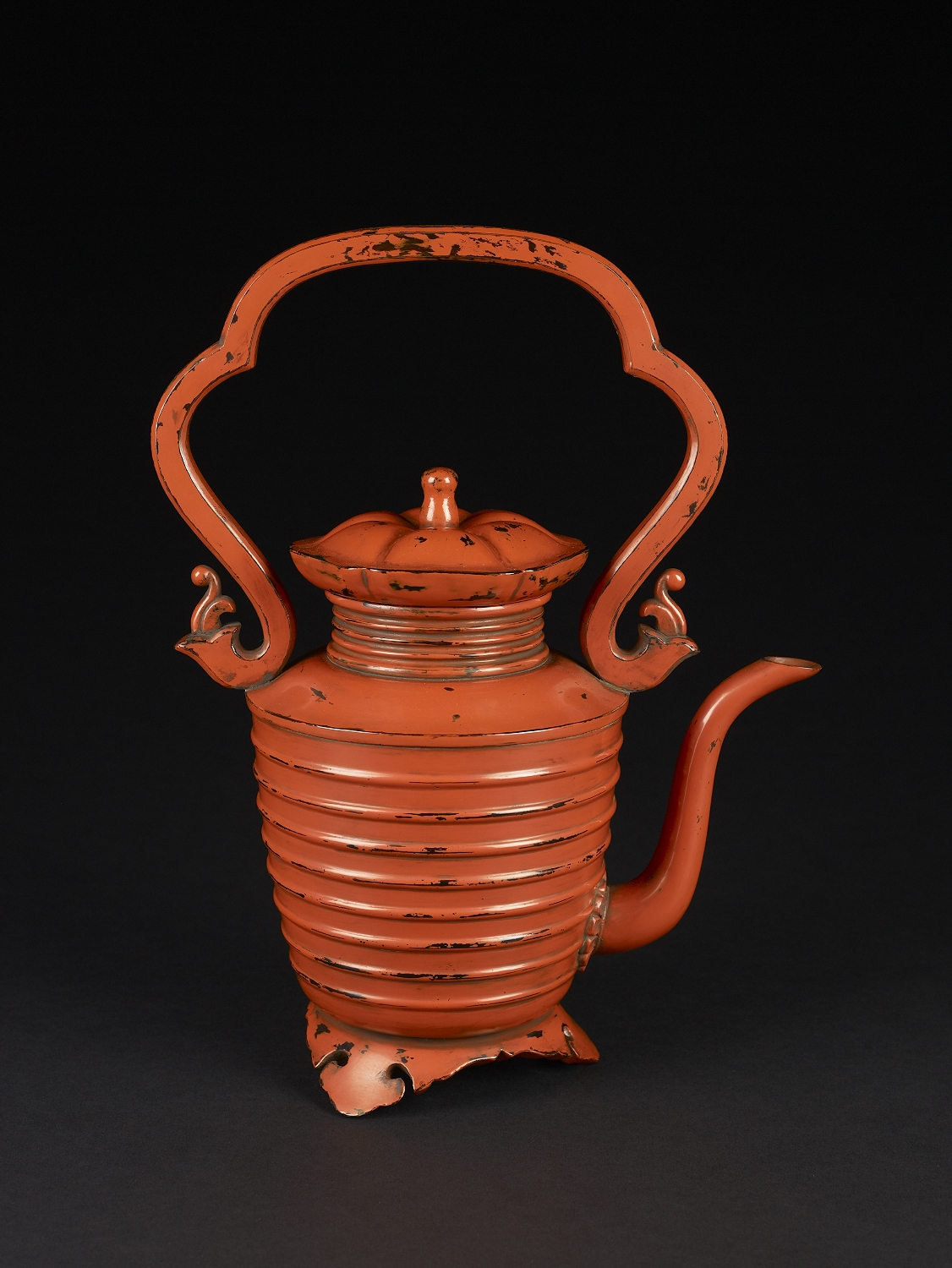
Tetera en estil negoro. La laca vermella es desgasta gradualment i de forma irregular amb l'ús, produint l'efecte de l'envelliment natural per al qual aquestes peces són molt apreciades

Com en d'altres països on tradicionalment s'han lacat objectes, el procés és bastant bàsic. Es dona forma a un objecte a partir de fusta, de vegades cuir, paper o cistelleria s'aplica la laca per segellar-lo i protegir-lo, i després s'afegeix la decoració. En general s'apliquen tres capes (capa base, capa mitja i capa final), de les quals la darrera o final normalment és d'una laca clara en comptes de laca negra, perquè es vegi la decoració.
És habitual la utilització d'incrustacions, sovint nacre, petxines marines o materials similars, com la mica, amb les laques vermelles i negres. Un altre element decoratiu molt comú és la pols d'or, tècnica coneguda com a maki-e.
Algunes de les tècniques tradicionals són:
- El kkanbari (一 閑 張), també conegut com a harinuki (張 貫), tècnica comuna que es fa servir per fabricar estris per al te. Inventada per Hiki Ikkan a principis del segle xvii, el procés es basa en l'aplicació de capes de laca a paper modelat en un motlle.
- Iro-urushi (色漆), literalment «laca de color», es va crear afegint pigments a la laca clara. Els límits dels pigments naturals només van permetre obtindre cinc colors (vermell, negre, groc, verd i marró) fins al segle xix, quan van aparèixer diverses innovacions, amb la posterior introducció de pigments artificials occidentals. Un important innovador en aquest camp va ser Shibata Zeshin, utilitzant no només el color sinó també altres substàncies barrejades amb la seva laca per aconseguir una gran varietat d'efectes, incloent l'aparició simulada de metalls preciosos, els quals es trobaven fortament restringits dins l'ús artístic en el moment, per les preocupacions del govern per l'excessiva extravagància.
- Shunkei-nuri (春 慶 塗), laca de Shunkei; es crea amb laca transparent sobre fusta de color groc o vermell, de manera que es pot veure l'aspecte natural de la fusta (similar a 'Kuroye Nuri' a aquest respecte). El nom deriva de l'inventor que estava actiu a Sakai durant el regnat de l'emperador Go-Kameyama (1368-1392). Aquest mètode es va fer popular al segle xvii a Takayama, província d'Hida.[6]
- Urushi-hanga (漆 絵 版画), desenvolupada per Hakuo Iriyama, i que produeix una planxa d'impressió a partir de laca seca, que es talla i s'utilitza com una impressió de bloc, però en comptes d'utilitzar els colors d'impressió tradicionals es fa servir laca pigmentada.
- Raden (螺 鈿), en la qual s'utilitzen simultàniament incrustacions de closques marines i ivori, per decorar peces que solen tenir una base de fusta.